# East Ayrshire
A Área de Conselho (ou Council Area) de East Ayrshire (em gaélico escocês, Siorrachd Inbhir Àir an Ear), é uma das 32 novas subdivisões administrativas da Escócia e faz fronteira com: East Renfrewshire a norte, South Lanarkshire a oeste, Dumfries and Galloway a norte, South Ayrshire a leste e North Ayrshire a nordeste.
Junto com as áres de South Ayrshire e a área continental de North Ayrshire, East Ayrshire fazia parte do antigo Condado de Ayrshire.
A área foi formada em 1996, das áreas dos distritos de Kilmarnock and Loudoun e Cumnock and Doon Valley.